# Theretra oldenlandiae
Espèce
Theretra oldenlandiae est une espèce d'insectes lépidoptères de la famille des Sphingidae, de la sous-famille des Macroglossinae, de la tribu des Macroglossini, de la sous-tribu des Choerocampina et du genre Theretra.

## Description
Imago
L'espèce et visuellement très proche de Theretra lycetus mais en diffère en étant brune grisâtre sans suffusion rose et les deux lignes dorsales sur l'abdomen sont blanc argenté. Il y a aussi des raies obliques sur les ailes antérieures et les côtés de l'abdomen sont ocre, non doré. L'aile postérieure présente une bande submarginale ocre et étroite.

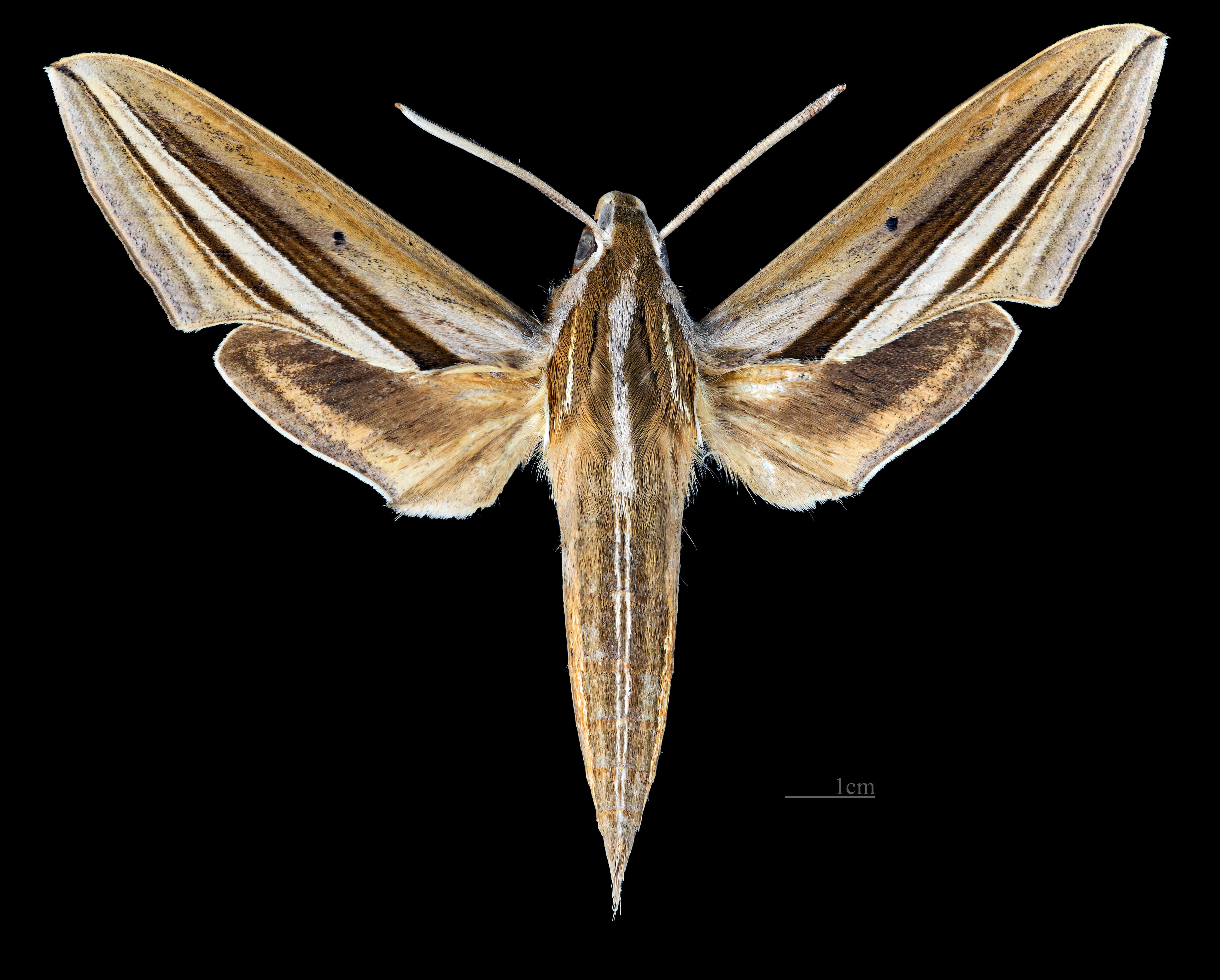
Avers du mâle (coll.MHNT)
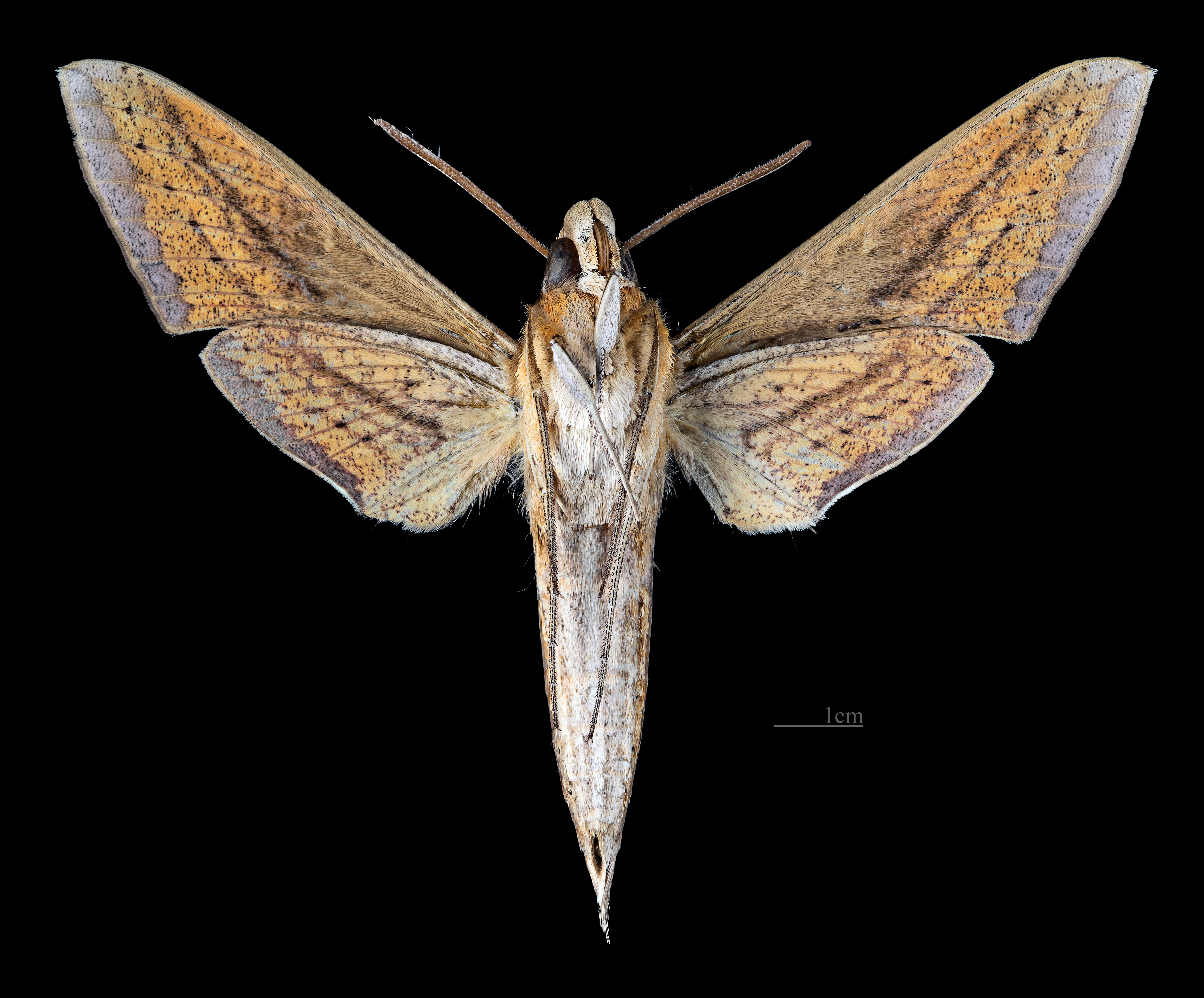
Revers du mâle (coll.MHNT)
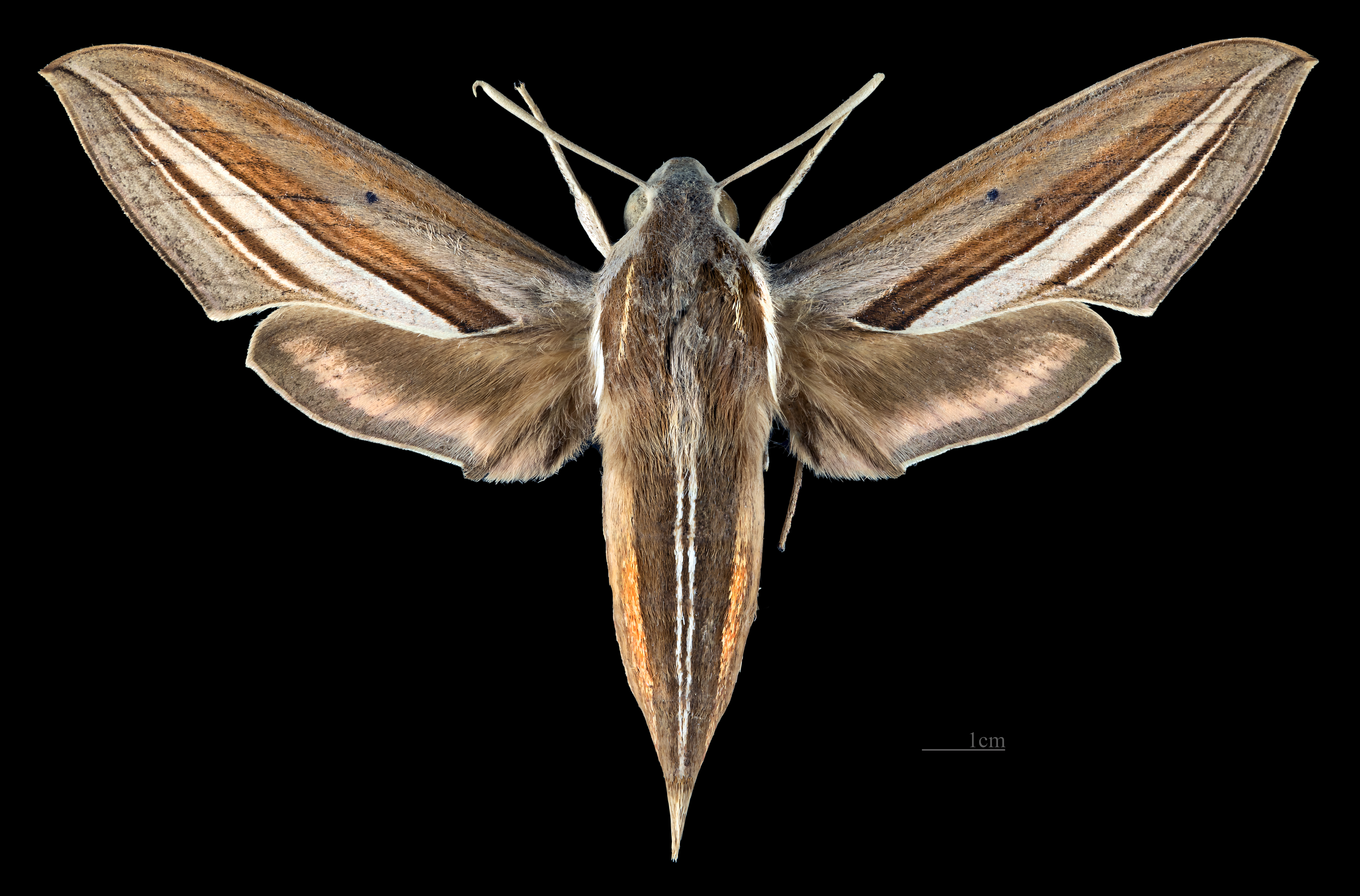
Avers de la femelle (coll.MHNT)
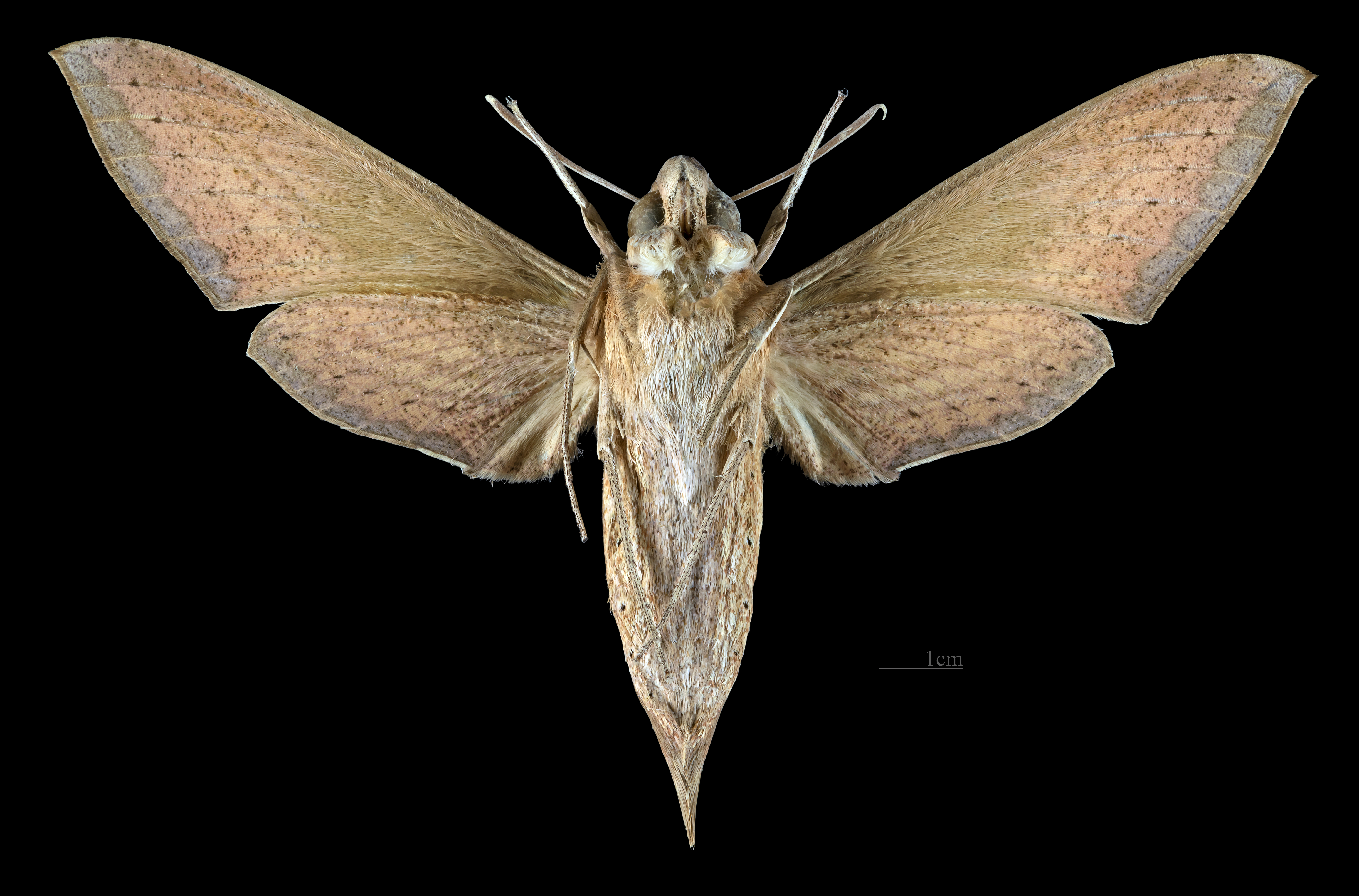
Revers de la femelle (coll.MHNT)

La chenille
Elle est brun violacé pâle. Il y a une ligne subdorsale jaune et des points blancs avec une ligne latérale pâle au-dessous d'eux sur les somites thoraciques. Les ocelles à cercles noirs peuvent être observés sur les 4e et 10e somites, les deux premiers étant centrés sur le bleu et le postérieur sur le violet. Dans les premiers stades, les ocelles postérieurs sont centrés avec une couleur pourpre avec des bandes dorsales de taches jaunes

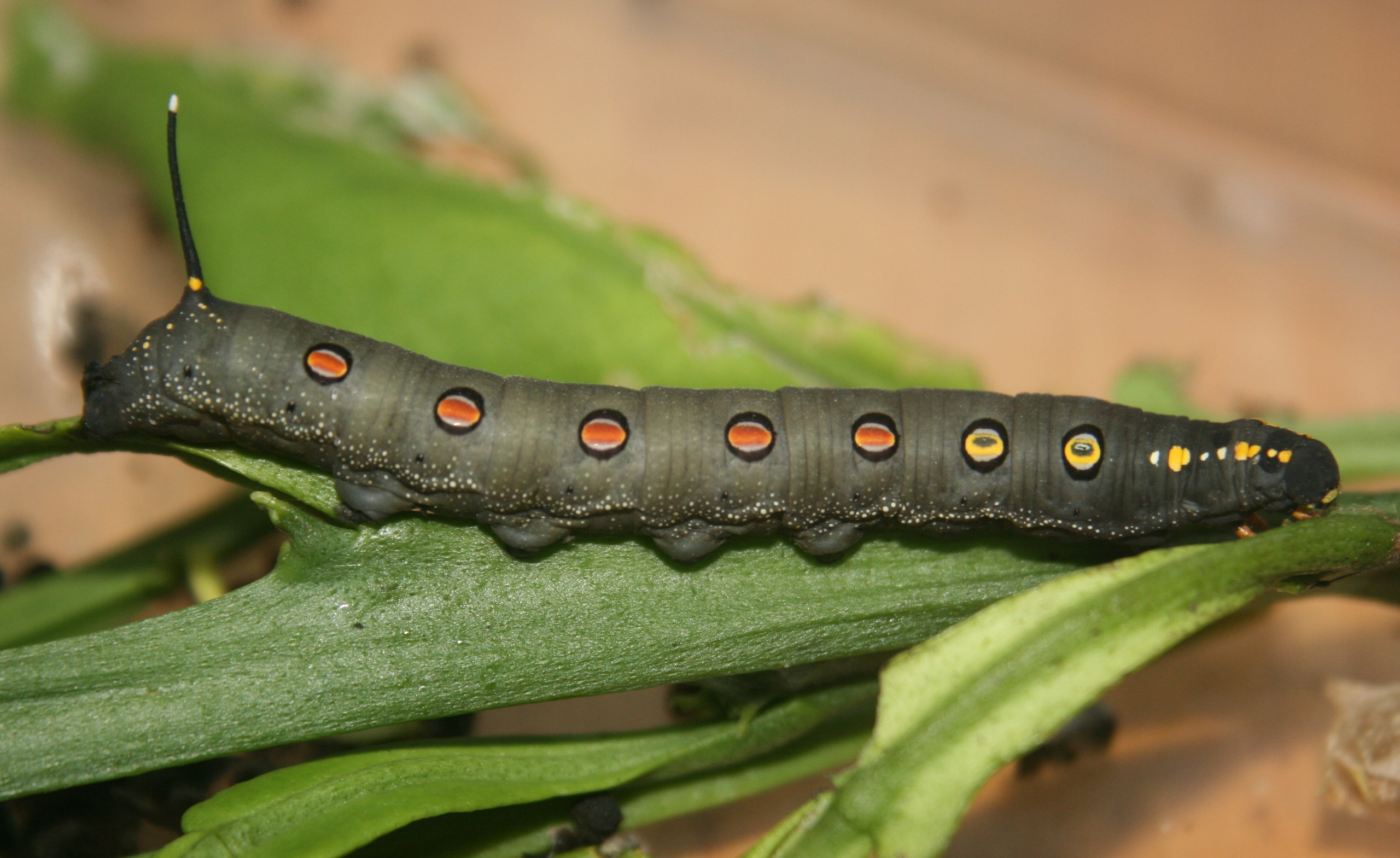

## Répartition et habitat
Répartition
L'espèce se trouve en Inde, au Sri Lanka, en Chine, à Bornéo, au Japon, aux Philippines, en Thaïlande, en Australie on en trouve en Côte d'Ivoire aussi .
Habitat
Il se compose de forêts ouvertes, les lisières des forêts, des vergers, des plantations, des zones boisés, des jardins de banlieue et les parcs de ville.

## Systématique
- L'espèce Theretra oldenlandiae a été décrite par l’entomologiste danois Johan Christian Fabricius en 1775[1] sous le nom initial de Sphinx oldenlandiae.

### Synonymie
- Sphinx oldenlandiae Fabricius, 1775 protonyme
- Sphinx drancus Cramer, 1777
- Deilephila argentata Stevens, 1828
- Sphinx oldenlandiae lewini Thon, 1828
- Chaerocampa sobria Walker, 1856
- Chaerocampa firmata Walker, 1856
- Chaerocampa argentata Butler, 1875
- Chaerocampa puellaris Butler, 1876
- Deilephila proxima Austaut, 1892
- Theretra oldenlandiae fuscata Gehlen, 1941
- Theretra oldenlandiae olivascens Inoue, 1973

### Liste des sous espèces
- Theretra oldenlandiae oldenlandiae (du Sri Lanka et du sud de l'Inde au nord du Pakistan, au nord de l'Afghanistan, au Népal, au Bhoutan et au Myanmar) puis vers le nord-est jusqu'en Chine, à Taiwan, en Corée du Sud et au Japon. les îles Salomon et les Philippines: fortement migratrices vers le nord jusqu'au nord-est de la Chine (Heilongjiang, Liaoning et Jilin), Russie orientale (Primorskiy Kray) et nord du Japon)
- Theretra oldenlandiae lewini (Thon, 1828) (Australie)
- Theretra oldenlandiae samoana Gehlen, 1941 (Samoa)